# David McCallum sr.
David McCallum sr. (Kilsyth (Schotland), 26 maart 1897 – Arundel (Engeland), 21 maart 1972) was een Schotse violist en concertmeester van diverse orkesten.   
McCallum was afkomstig uit een muzikale familie en studeerde aan de Glasgow Academy of Music en het Royal College of Music, in Londen. Hij speelde in de stijl van Fritz Kreisler. In 1922 was hij voor het eerst op de radio te horen.
Hij was concertmeester van het Royal Philharmonic Orchestra, het London Philharmonic Orchestra, en het Royal Scottish National Orchestra. Van 1961 tot 1971 was hij concertmeester van het easy listening-orkest van Mantovani.
McCallum was de vader van acteur David McCallum (junior) en de schrijver Iain McCallum. Toen David jr. zeer populair was door zijn rol in de tv-serie The Man from U.N.C.L.E., kondigde Mantovani zijn orkest aan met de woorden: "We kunnen ons de vader veroorloven maar niet de zoon!" 